# Тарангульский сельский округ
Тарангульский сельский округ (каз. Тораңғыл ауылдық округі) — административная единица в составе Есильского района Северо-Казахстанской области Казахстана. Административный центр — село Тарангул.
Население — 881 человек (2009, 1284 в 1999, 1712 в 1989).

## Социальные объекты
В округе функционирует средняя, начальная школа, 2 мини-центра с полным днем пребывания для детей дошкольного возраста.
Имеются 2 медицинских пункта, центр досуга, Дом культуры, сельская библиотека. На базе Тарангульской школы функционирует грузинское этнокультурное объединение «Сакартвелло».

## История
Тарангульский сельсовет образован 26 октября 1934 года решением Карагандинского облисполкома. 12 января 1994 года постановлением главы Северо-Казахстанской областной администрации в существующих границах создан Тарангульский сельский округ.

## Состав
Село Сарыколь было ликвидировано в 2015 году. 21 июня 2019 года было ликвидировано село Иверск.
В состав округа входят такие населенные пункты:
| Населенный пункт | Население, человек (1989) | Население, человек (1999) | Население, человек (2009) |
| ---------------- | ------------------------- | ------------------------- | ------------------------- |
| Двинск, село     | 444                       | 360                       | 357                       |
| Иверск, село     | 348                       | 192                       | 23                        |
| Сарыколь, село   | 278                       | 211                       | 14                        |
| Тарангул, село   | 642                       | 521                       | 487                       |